# Ensorhuis
Het Ensorhuis is het huis waar James Ensor (1860-1949), samen met zijn trouwe huisknecht August Van Yper, woonde en werkte van 1917 tot aan zijn dood. Ensor erfde het pand van zijn oom Leopold Haegheman en tante Pauline Dewinter, die een schelpen- en souvenirwinkel openhield. Het huis is gelegen in de Vlaanderenstraat in Oostende, in het verlengde van de Kapellestraat. Voordien had Ensor gewoond in de ouderlijke woning op de hoek van de Vlaanderenstraat en de Van Iseghemlaan.

## Historiek
In 1952 werd het gebouw als museum ingericht en uitgebaat door de "Vrienden van James Ensor", maar een groot deel van de originele inboedel was toen reeds verkocht. In 1956 kwam het Ensorhuis in handen van de stad Oostende. De onderhoudskosten waren echter zo hoog dat het gebouw dreigde gesloopt te worden. Rond 1973 startte een groep Ensor-enthousiasten een campagne om het huis te restaureren en het museum weer open te stellen. Op 18 januari 1974 werd het Ensorhuis beschermd door een Koninklijk besluit en ging het museum weer open. In 2000 werd het gebouw nogmaals opgeknapt. Sinds 2008 staat het Ensorhuis, samen met het Permekemuseum in Jabbeke, onder de hoede van het bestuur van Mu.ZEE in Oostende.

## Uitbreiding Ensorhuis
Een aanpalend pand werd in 2016 aangekocht en dient als uitbreiding van het heringerichte Ensorhuis met de inrichting van een bezoekerscentrum. Het architectenbureau Noa Architecten bedacht een nieuw concept voor het geheel, waarbij de panden werden omgebouwd tot een interactief belevingscentrum. Het vernieuwde Ensorhuis opende op 14 juli 2020 en omvat 5 ruimtes in Ensoriaanse sfeer. Dankzij het authentieke meubilair, de reproducties op ware grootte en kleine documentaire-presentaties beleeft men de werk- en leefruimte van de kunstenaar op een unieke wijze.

## Collectie
Op de gelijkvloerse verdieping bevindt zich een souvenirwinkel die vroeger in handen was van Ensors oom en tante. Ensor sloot het winkeltje, maar liet het intact ter herinnering aan zijn overleden familieleden.
Op de tussenverdieping is er een reconstructie van het vernietigde schilderij ‘Arme luizenbos die zich warmt’, een werk van Jacques Verduyn. Vroeger bevond zich hier de keuken. Aan de straatzijde bevindt zich een documentatiezaal. Hier zijn er wisselende studietentoonstellingen over Ensor.
Op de eerste verdieping was er een eetkamer en een salon-atelier. Aan de straatkant ligt het ‘Blauwe Salon’. Het diende zowel als leefkamer als atelier. Al de schilderijen die hier hangen zijn reproducties. Het eerste wat opvalt wanneer je de kamer binnentreedt is het beroemde doek ‘Intrede van Christus in Brussel’ uit 1888. Andere reproducties die te zien zijn, zijn: 'De wraak van Hop-Frog’, ‘Gestrande schuiten’, 'Duivels die me sarren’, ‘Christus bedaart de storm’, ‘Christus door duivels gekweld’ en ‘Poel met populieren’. In tegenstelling tot de schilderijen, is het meubilair wel authentiek. De piano en het harmonium herinneren aan Ensors muzikale bedrijvigheid. Er staat ook nog een mahoniehouten buffetkast.
In de eetkamer staat een neobarokke kast die op schilderijen en tekeningen terug te vinden is. In deze kamer hangen de volgende reproducties: ‘De verbazing van het masker Wouse’, ‘Oude vrouw met maskers’, ‘De val der opstandige engelen’, ‘De intrige’, ‘Maskers twistend om een gehangene’ en ‘Muziek in de Vlaanderenstraat’.